# Sungaya
Sungaya is een geslacht van Phasmatodea uit de familie Heteropterygidae. De wetenschappelijke naam van dit geslacht is voor het eerst geldig gepubliceerd in 1996 door Zompro.

## Soorten
Het geslacht Sungaya  is monotypisch en omvat slechts de volgende soort:
- Sungaya inexpectata Zompro, 1996